# Langelsheim
Langelsheim là một thị xã ở huyện Goslar, trong bang Niedersachsen, Đức. Đô thị này có diện tích 48,72 km².
Đô thị này nằm giữa sông Innerste và sông nhánh Grane, bên rìa bắc dãy núi Harz và vườn quốc gia Harz, cự ly khoảng 8 km (5 mi) về phía tây bắc của Goslar.
Các khu vực dân cư:
- Astfeld (2.471 dân)
- Bredelem (517 dân)
- Langelsheim (6.115 dân)
- Lautenthal (2.049 dân)
- Wolfshagen im Harz (2.579 dân)

## Kết nghĩa
- Emmer-Compascuum, Emmen, Hà Lan
- Nieuw-Weerdinge, Emmen, Hà Lan
- Roswinkel, Emmen, Hà Lan

## Dân địa phương nổi bật
- Henry E. Steinway, nhà sản xuất piano
- Jan Assmann, nhà Ai Cập học
- Hans-Werner Bothe, nhà triết học
- Timo Rose, đạo diễn